# 단양 복도별업 암각자
단양 복도별업 암각자(丹陽 復道別業 岩刻字)는 충청북도 단양군 단성면 하방에 있는 자연 암석에 '복도별업'이라는 글씨를 새긴 것이다. 1981년 5월 1일 충청북도의 유형문화재 제82호 복도별업암각자(復道別業岩刻字)로 지정되었으나, 2013년 1월 18일 현재의 문화재 명칭으로 변경되었다.

## 개요
자연 암석에 '복도별업'이라는 글씨를 새긴 것으로, 조선 명종 때 단양군수를 지냈던 퇴계 이황의 친필이라 전한다.
이곳 복도소(復道沼)는 이황이 단양군수로 있을 때 논밭에 물을 대기 위해 만든 저수지이다. 물이 맑고 깨끗하며 경치가 좋을 뿐만 아니라 목욕을 하면 몸과 마음까지 깨끗해질 만큼 훌륭하여 이황이 이곳에서 별업(別業)을 이루었다고 한다.

## 같이 보기
- 이황

## 참고 자료
- 단양 복도별업 암각자 - 국가유산청 국가유산포털